# Pio Joris

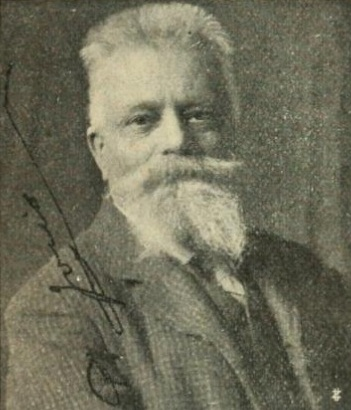
Pio Joris, um 1908

Pio Joris (* 8. Juni 1843 in Rom; † 6. oder 7. März 1921 ebenda) war ein italienischer Maler.

## Leben
Pio Joris besuchte von 1856 bis 1864 die Accademia di San Luca, vollendete seine Studien bei Vertunni und stellte 1866 das Gemälde Römisches Landmädchen, einem Hirten zu trinken reichend aus. 1867 folgte die ländliche Szene Gruß der Jungfrau Maria, 1868 stellte er die Gemälde Eine Hochzeit in Palombara, Sabina, Eine hastige Mahlzeit und Ein Konzert in Genazzano aus.
Auf der Münchener Ausstellung 1869 erhielt Joris für den Sonntagsmorgen vor der Porta del Popolo in Rom eine goldene Medaille.
1869 besuchte Joris Venedig, Paris und München, 1870 reiste er zu Studienzwecken nach London und hielt sich von 1871 bis 1872 in Spanien auf. 1872 vollendete er die Saladad (span. Tanz).

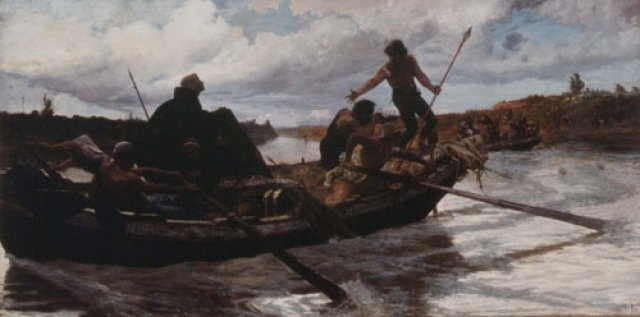
La fuga di Papa Eugenio IV, 1883

1873 führte er verschiedene Motive aus der Gegend von Rom aus und sandte die Rückkehr vom Almosengang, wofür er eine Ehrenmedaille erhielt, zur Wiener Ausstellung. 1875 beschickte er den Pariser Salon mit dem Pfarrer als Antiquitätenhändler, 1876 mit der Heimkehr der Waisen sowie dem Aquarell Taufe in Roma Priora. Auf der nationalen Ausstellung in Neapel 1877 stellte er Nach dem Segen und Forio d’Ischia aus, auf der Pariser internationalen Kunstausstellung 1878 Die Taufe in Ischia und die Via Flaminia.
Von seinen übrigen Bildern sind noch zu nennen:
- Tempel des Antoninus und der Faustina, an den Tiberufern
- Die Flucht des Papstes Eugen IV. (1883)
- Patrizierkind und Waisenkinder
- Ein Antiquitätenhändler des 18. Jahrh.
- Der arme Soldat
- Die Odaliske
- Dämmerung in der römischen Campagna
- Die Braut aus der Provinz Rom

Joris gehörte der modernen Richtung in der italienischen Malerei an, die, unter dem Einfluss Marià Fortunys, mit pikanter Lebendigkeit der Darstellung des Volkslebens eine geistreiche, fast skizzenhafte technische Ausführung verbindet.